# حقل البصل
حقل البصل هو كتاب واقعي صدر عام 1973 من تأليف جوزاف وامبو، رقيب في قسم شرطة لوس انجلوس ، يؤرخ اختطاف اثنين من ضباط شرطة لوس أنجلوس بملابس مدنية على يد زوج من المجرمين أثناء توقف حركة المرور وما تلا ذلك من مقتل أحد الضباط.

## جريمة
في ليلة 9 مارس 1963، كان ضابطا شرطة لوس أنجلوس إيان كامبل (31 عامًا) وكارل هيتينجر (28 عامًا) يستقلان سيارة شرطة لا تحمل أية علامات. قاموا بإيقاف سيارة فورد كوبيه عام 1946 تحتوي على رجلين بمظهر مريب عند زاوية شارع كارلوس وشارع جاور في هوليوود.   الرجلان، جريجوري اولاس (30 عامًا) و جيمي لي سميث (المعروف أيضًا باسم "جيمي يونجبلود"، 32 عامًا)، ارتكبا مؤخرًا سلسلة من عمليات السطو، و"كان لكل منهما مسدس مدسوس في بنطاله". 